# NGC 2188
NGC 2188 je prečkasta spiralna galaktika u zviježđu Golubu.

## Vanjske poveznice
- SEDS: NGC 2188